# Championnat de Belgique de football de troisième division 1945-1946
Navigation
saison précédente saison suivante
Cette page présente la dix-septième édition du championnat de Promotion (D3) belge.
Pour cette édition de reprise, l'URBSFA reforme les séries en annulant les effets des relégations subies durant les « championnats de guerre ». C'est ainsi que trois formations du 3e niveau retournent au 2e: Belgica FC Edegem, la R. Union Hutoise FC et le CS Andennais.
Par ailleurs 23 formations viennent grossir les rangs de la « Promotion », dont 10 clubs relégués en fin de compétition 1943. Le K.SC Meenen dans l'incapacité de s'aligner dans le championnat 1943-1944 est aussi repêché. Parmi les douze autres nouveaux venus, 6 n'ont jamais évolué en séries nationales précédemment.
Par rapport à la dernière saison prestée (43-44), trois cercles ont choisi de ne plus se présenter et de retourner dans les 2e provinciale respective (pour rappel à l'époque le plus niveau sous les séries nationales). Il s'agit de Châtelineau Sport, du FC Queue-du-Bois et du CS Libramontois.
Le niveau sportif laisse parfois à désirer malgré la bonne volonté de tous les participants. La différence de valeur entre certaines formations est parfois importante et cela se traduit dans certaines "différences de buts" astronomiques.
Mol Sport réussit l'exploit de franchir de rejoindre directement le 2e niveau national en venant de la 2e provinciale. Repêché après avoir été empêché de jouer une saison pour des raisons extra-sportives, Menin est également promu.
La répartition inégale des relégués par série peut interpeler. Mais en ces temps particuliers, certains clubs choisissent de redescendre volontairement.

## Mesures exceptionnelles / Recomposition des séries
À l'exception des trois clubs (Châtelineau Sport, CS Libramontois, FC Queue-du-Bois) qui ont reculé volontairement, aucune équipe n'est reléguée « sportivement » vers les séries inférieures à la fin de la saison 1943-1944. La saison 1944-1945 a finalement été annulée et ne compte pas officiellement.
Peu après la fin du Seconde Guerre mondiale en Europe, en mai 1945, certaines voix se font entendre au sein de l'URBSFA. Elles demandent le retour pur et simple à la situation de mai 1939, comme cela avait été appliqué en 1919, à la suite de la Première Guerre mondiale.
Mais à cette époque aucune compétition officielle n'avait eu lieu pendant les quatre années de guerre. Afin de ne léser aucun club, la fédération décide deux choses importantes:
- laisser monter les clubs qui aurait dû le faire pour la saison 1939-1940 (qui fut annulée).
- annuler les relégations subies durant les trois « championnats de guerre » (soit les saisons: 41-42, 42-43 & 43-44).

Les séries nationales sont ainsi recomposées et comptent jusqu'à 19 équipes, y compris en « Promotion ».

### Repêchés vers le2eniveau
Trois clubs qui avaient disputé le championnat 43-44 de Promotion, ont été repêchées et placées dans une des séries de la Division 1. Il s'agit de :
- R. Union Hutoise FC
- CS Andennais
- K. Belgica FC Edegem

### Incapacité de s'aligner en 1944
En 1943-1944, le SC Meenen (matricule 56) avait été dans l'incapacité d'aligner une équipe. Le club n'est pas sanctionné et est autorisé à rejouer au 3e niveau national lors de cettesaison 1945-1946.

## Séquelles de la guerre: Disparitions de joueurs et de clubs / Infrastructures malmenées
La période tragique et troublée de la guerre a aussi touché le monde du football belge. Des trop nombreux jeunes hommes, espoirs en devenir, ont payé de leur vie la folie fasciste. Soit en étant appelé armiles troupes, soit en s'engageant dans la Résistance, soit en étant des victimes civiles et innocentes des bombardements alliés ou ennemis, quand ce n'est pas exactions des bourreaux nazis.
De nombreux stades ont souffert des bombardements ou des combats, comme le stade du Pont d'Ougrée, fief du Royal Tilleur FC. L'enceinte va être réparée mais totalement. Elle disparaît au début des années 1960. De très nombreuses pelouses ont été sacrifiées pour devenir des potagers de fortune, afin de fournir quelques légumes ou pommes de terre à la population de l'entité concernée.
Une autre trace du conflit est la disparition de nombreux clubs. La plupart faute de joueurs n'ont plus été en mesure d'aligner une équipe. Certains sont reconstitués pendant les années de guerre ou dès la fin des hositilités. Dans plusieurs localités des fusions officieuses ou officielles regroupent d'anciens rivaux. Dans l'Est du pays, plusieurs clubs dissous de force par l'occupant ou contraints de jouer dans les ligues régionales allemandes reviennent dans le giron de l'URBSFA.
En plus des conséquences sportives, ces fusions ont un impact « administratif » un peu triste. En vertu du règlement de l'époque, les fusions « officielles » engendrent la création un nouveau matricule. C'est ainsi que disparaissent nombre de petits matricules remplacés par des nombres à quatre chiffres (Eupen, Temse, Waregem,...).

## Fusion officieuse / Changement de nom
Vers la fin de l'année 1945, le Sporting Club Louvain (matricule 223) change son appellation et devient le Daring Club Leuven (matricule 223). Il y a très vraisemblablement eu une fusion non officielle avec le Victoria FC Louvain (matricule 206) qui a arrêté ses activités le 8 août 1945.

## Participants 1945-1946
Le nombre record de 73 clubs prennent part à cette compétition. C'est 13 de plus que lors du dernier « championnat de guerre », en 1943-1944. Les clubs dont le matricule est renseigné en gras existent encore lors de la saison 2012-2013.
Légende
- Clubs repêchés depuis les séries inférieures depuis la fin de la saison 1943-1944
- Clubs promus sportivement depuis les séries inférieures depuis la fin de la saison 1943-1944

### Série A
| #  | Nom                                             | Mat. | Ville           | Stades               | En D3 depuis    | Total en D3 | Province        |
| -- | ----------------------------------------------- | ---- | --------------- | -------------------- | --------------- | ----------- | --------------- |
| 1  | Royal Racing Club de Gand                       | 11   | Gand            | Emmanuel Hielstadion | 1938-1939 (5e)  | 5 saisons   | Fl. orientale   |
| 2  | Koninklijke Vanneste Genootschap Oostende       | 31   | Ostende         | ??                   | 1938-1939 (5e)  | 12 saisons  | Fl. occidentale |
| 3  | Koninklijke Humbeek Football Club               | 39   | Humbeek         | ??                   | 1943-1944 (2e)  | 6 saisons   | Brabant         |
| 4  | Koninklijke Atletische Vereniging Dendermonde   | 57   | Termonde        | ??                   | 1942-1943 (3e)  | 10 saisons  | Fl. orientale   |
| 5  | Racing Club Borgerhout                          | 84   | Borgerhout      | ??                   | 1942-1943 (3e)  | 10 saisons  | Anvers          |
| 6  | Willebroekse Sportvereniging                    | 85   | Willebroek      | Henry Pickery        | 1936-1937 (7e)  | 7 saisons   | Anvers          |
| 7  | Royal Knokke Football Club                      | 101  | Knokke          | ??                   | 1937-1938 (6e)  | 12 saisons  | Fl. occidentale |
| 8  | Sportkring Roulers                              | 134  | Roulers         | Schierveld           | 1941-1942 (4e)  | 8 saisons   | Fl. occidentale |
| 9  | Stade Kortrijk                                  | 161  | Courtrai        | ??                   | 1943-1944 (2e)  | 7 saisons   | Fl. occidentale |
| 10 | Sportkring Hoboken                              | 285  | Hoboken         | ??                   | 1937-1938 (6e)  | 11 saisons  | Anvers          |
| 11 | Royal Football Club Roulers                     | 286  | Roulers         | Rodenbachstadion     | 1942-1943 (3e)  | 3 saisons   | Fl. occidentale |
| 12 | Hemiksem Athletic Club                          | 360  | Hemiksem        | ??                   | 1930-1931 (13e) | 13 saisons  | Anvers          |
| 13 | Oude-Leerlingen Sint-Eduardus Merksem Sportclub | 544  | Merksem         | ??                   | 1943-1944 (2e)  | 2 saisons   | Anvers          |
| 14 | Koninklijke Sporting Club Meenen                | 56   | Menin           | D. Devosstadion      | 1945-1946 (1re) | 8 saisons   | Fl. occidentale |
| 15 | Football Club Klein Brabant                     | 342  | Bornem          | ??                   | 1945-1946 (1re) | 2 saisons   | Anvers          |
| 16 | Stade Mouscronnois                              | 508  | Mouscron        | ??                   | 1945-1946 (1re) | 4 saisons   | Fl. occidentale |
| 17 | Excelsior Athletic Club St-Niklaas              | 239  | St-Nicolas/Waas | ??                   | 1945-1946 (1re) | 4 saisons   | Fl. orientale   |
| 18 | Football Club Izegem                            | 935  | Izegem          | ??                   | 1945-1946 (1re) | 1 saison    | Fl. occidentale |

### Localisations Série A
| \| Anvers: · RC Borgerhout · OLSE Merksem SC · SK Hoboken · Hemiskem AC Menin SK Roulers FC Roulers Termonde RC Gand Izegem St. Courtrai Mouscron St-Nicolas Klein-Brabant Humbeek Willebroek Anvers Knokke FC VG Oostende \| Localisation des clubs engagés en Promotion A 1945-1946 |
| Anvers: · RC Borgerhout · OLSE Merksem SC · SK Hoboken · Hemiskem AC Menin SK Roulers FC Roulers Termonde RC Gand Izegem St. Courtrai Mouscron St-Nicolas Klein-Brabant Humbeek Willebroek Anvers Knokke FC VG Oostende                                                               |

### Série B
| #  | Nom                                          | Mat. | Ville       | Stades           | En D3 depuis    | Total en D3 | Province |
| -- | -------------------------------------------- | ---- | ----------- | ---------------- | --------------- | ----------- | -------- |
| 1  | Bouchoutse Voetebalvereniging                | 121  | Bouchout    | ??               | 1936-1937 (7e)  | 7 saisons   | Anvers   |
| 2  | Daring Club Leuven                           | 223  | Louvain     | ??               | 1934-1935 (9e)  | 10 saisons  | Brabant  |
| 3  | Football Club Winterslag                     | 322  | Winterslag  | Noordlaanstadion | 1941-1942 (4e)  | 4 saisons   | Limbourg |
| 4  | Koninklijke Vigor Beringen Voetbalvereniging | 330  | Beringen    | ??               | 1942-1943 (3e)  | 3 saisons   | Limbourg |
| 5  | Voetbalvereniging Edegem Sport               | 377  | Edegem      | ??               | 1938-1939 (5e)  | 5 saisons   | Anvers   |
| 6  | Voetbalvereniging Looi Sport Tessenderlo     | 565  | Tessenderlo | ??               | 1938-1939 (5e)  | 5 saisons   | Limbourg |
| 7  | Wesel Sport                                  | 844  | Mol         | ??               | 1941-1942 (4e)  | 5 saisons   | Anvers   |
| 8  | Maaseiker Football Club                      | 941  | Maaseik     | ??               | 1943-1944 (2e)  | 2 saisons   | Limbourg |
| 9  | Football Club Nijlen                         | 1065 | Nijlen      | ??               | 1937-1938 (6e)  | 6 saisons   | Anvers   |
| 10 | Football Club Bevel                          | 1640 | Bevel       | ??               | 1943-1944 (2e)  | 2 saisons   | Anvers   |
| 11 | Balensche Sportkring                         | 1774 | Balen       | ??               | 1942-1943 (3e)  | 3 saisons   | Anvers   |
| 12 | Everbeur Sport Averbode                      | 2030 | Averbode    | ??               | 1943-1944 (2e)  | 2 saisons   | Brabant  |
| 13 | Football Club Wilrijk                        | 155  | Wilrijk     | ??               | 1945-1946 (1re) | 8 saisons   | Anvers   |
| 14 | Voetbalvereniging Ons Genoegen Vorselaar     | 402  | Vorselaar   | ??               | 1945-1946 (1re) | 4 saisons   | Anvers   |
| 15 | Hoger Op Diest                               | 41   | Diest       | De Warande       | 1945-1946 (1re) | 6 saisons   | Brabant  |
| 16 | Hasseltse Voetbalvereniging                  | 65   | Hasselt     | ??               | 1945-1946 (1re) | 9 saisons   | Limbourg |
| 17 | Football Club Duffel                         | 284  | Duffel      | ??               | 1945-1946 (1re) | 5 saisons   | Anvers   |
| 18 | Aarschot Sport                               | 441  | Aarschot    | ??               | 1945-1946 (1re) | 1 saison    | Brabant  |
| 19 | Mol Sport                                    | 852  | Mol         | ??               | 1945-1946 (1re) | 1 saison    | Anvers   |

### Localisations Série B
| \| Edegem Sp. Wilrijk Bouchout Vorselaar Duffel Nijlen Bevel Mol Sp. Wezel Balen Averbode Diest Aarschot Looi Beringen DC Louvain Winterslag Maaseik Hasseltse VV \| Localisation des clubs engagés en Promotion B 1945-1946 |
| Edegem Sp. Wilrijk Bouchout Vorselaar Duffel Nijlen Bevel Mol Sp. Wezel Balen Averbode Diest Aarschot Looi Beringen DC Louvain Winterslag Maaseik Hasseltse VV                                                               |

### Série C
| #  | Nom                                              | Mat. | Ville              | Stades           | En D3 depuis    | Total en D3 | Province      |
| -- | ------------------------------------------------ | ---- | ------------------ | ---------------- | --------------- | ----------- | ------------- |
| 1  | Royale Union Sportive Tournaisienne              | 26   | Tournai            | stade G. Horlait | 1936-1937 (7e)  | 15 saisons  | Hainaut       |
| 2  | Royal Ixelles Sporting Club                      | 42   | Ixelles            | ??               | 1941-1942 (4e)  | 9 saisons   | Brabant       |
| 3  | Cappellen Football Club Koninklijke Maatschappij | 43   | Kapellen           | ??               | 1941-1942 (4e)  | 11 saisons  | Anvers        |
| 4  | Royal Albert Elisabeth Club Mons                 | 44   | Mons               | rue du Tir       | 1926-1927 (17e) | 17 saisons  | Hainaut       |
| 5  | Royal Gosselies Sports                           | 278  | Gosselies          | ??               | 1938-1939 (5e)  | 5 saisons   | Hainaut       |
| 6  | Royale Union Sportive Halloise                   | 87   | Hal                | ??               | 1937-1938 (6e)  | 6 saisons   | Brabant       |
| 7  | Royale Association Athlétique Louviéroise        | 93   | La Louvière        | stade du Tivoli  | 1937-1938 (6e)  | 6 saisons   | Hainaut       |
| 8  | Union Jemappes                                   | 136  | Jemappes           | ??               | 1942-1943 (3e)  | 11 saisons  | Hainaut       |
| 9  | Sporting Club Wasmes                             | 137  | Wasmes             | ??               | 1942-1943 (3e)  | 3 saisons   | Hainaut       |
| 10 | Association Marchiennoise des Sports             | 278  | Marchienne-au-Pont | ??               | 1931-1932 (12e) | 12 saisons  | Hainaut       |
| 11 | Royale Union Sportive Laeken                     | 281  | Laeken             | ??               | 1938-1939 (5e)  | 5 saisons   | Brabant       |
| 12 | Sportkring Geraardsbergen                        | 290  | Grammont           | ??               | 1943-1944 (2e)  | 3 saisons   | Fl. orientale |
| 13 | Enghien Sports                                   | 339  | Enghien            | ??               | 1943-1944 (2e)  | 2 saisons   | Hainaut       |
| 14 | Royal Crossing Football Club Ganshoren           | 451  | Ganshoren          | ??               | 1942-1943 (3e)  | 3 saisons   | Brabant       |
| 15 | Union Sportive Fossoise                          | 676  | Fosses-la-Ville    | ??               | 1943-1944 (2e)  | 2 saisons   | Namur         |
| 16 | Cercle Sportif Florennois                        | 676  | Florennes          | ??               | 1945-1946 (1re) | 2 saisons   | Namur         |
| 17 | Sporting Club Union & Progrès Jette              | 474  | Jette              | ??               | 1945-1946 (1re) | 9 saisons   | Brabant       |
| 18 | Football Club Houdinois                          | 704  | Houdeng-Gœgnies    | ??               | 1945-1946 (1re) | 12 saison   | Hainaut       |

### Localisations Série C
| \| Bruxelles: · R. Ixelles SC · Crossing FC Ganshoren · R. US Laeken · SCUP Jette Cappellen Bruxelles U. Halloise Grammont Enghien US Tournai Mons Wasmes Jemappes Houdeng-G. La Louvière Gosselies Marchienne Fosses Florennes \| Localisation des clubs engagés en Promotion C 1945-1946 |
| Bruxelles: · R. Ixelles SC · Crossing FC Ganshoren · R. US Laeken · SCUP Jette Cappellen Bruxelles U. Halloise Grammont Enghien US Tournai Mons Wasmes Jemappes Houdeng-G. La Louvière Gosselies Marchienne Fosses Florennes                                                               |

### Série D
| #  | Nom                                        | Mat. | Ville       | Stades        | En D3 depuis    | Total en D3 | Province   |
| -- | ------------------------------------------ | ---- | ----------- | ------------- | --------------- | ----------- | ---------- |
| 1  | Royal Club Sportif Verviétois              | 8    | Verviers    | du Panorama   | 1936-1937 (7e)  | 8 saisons   | Liège      |
| 2  | Royal Football Club Bressoux               | 23   | Bressoux    | ??            | 1932-1933 (11e) | 16 saisons  | Liège      |
| 3  | Patria Football Club Tongres               | 71   | Tongres     | ??            | 1936-1937 (7e)  | 11 saisons  | Limbourg   |
| 4  | Racing Football Club Montegnée             | 77   | Montegnée   | ??            | 1938-1939 (5e)  | 9 saisons   | Liège      |
| 5  | Association Sportive Herstalienne          | 82   | Herstal     | ??            | 1942-1943 (3e)  | 12 saisons  | Liège      |
| 6  | Stade Waremmien Football Club              | 190  | Waremme     | ??            | 1937-1938 (6e)  | 11 saisons  | Liège      |
| 7  | Football Club Hannutois                    | 215  | Hannut      | ??            | 1943-1944 (2e)  | 2 saisons   | Liège      |
| 8  | Sint-Truidense Voetbalvereniging           | 373  | Saint-Trond | ??            | 1937-1938 (6e)  | 12 saisons  | Limbourg   |
| 9  | Union Wallonne Ciney                       | 460  | Ciney       | stade Lambert | 1942-1943 (3e)  | 3 saisons   | Namur      |
| 10 | Ans Football Club                          | 617  | Ans         | ??            | 1942-1943 (3e)  | 3 saisons   | Liège      |
| 11 | Skill Racing Union Verviers                | 34   | Verviers    | de Bielmont   | 1945-1946 (1re) | 7 saisons   | Liège      |
| 12 | Jeunesse Arlonaise                         | 143  | Arlon       | ??            | 1945-1946 (1re) | 14 saisons  | Luxembourg |
| 13 | Milmort Football Club                      | 208  | Milmort     | ??            | 1945-1946 (1re) | 9 saisons   | Liège      |
| 14 | St-Nicolas Football Club                   | 667  | St-Nicolas  | ??            | 1945-1946 (1re) | 6 saisons   | Liège      |
| 15 | Royal Spa Football Club                    | 60   | Spa         | ??            | 1945-1946 (1re) | 2 saisons   | Liège      |
| 16 | Football Club Jeunesse Sportive Athusienne | 254  | Athus       | ??            | 1945-1946 (1re) | 5 saisons   | Luxembourg |
| 17 | Football Club Mélen-Micheroux              | 1249 | Melen       | ??            | 1945-1946 (1re) | 1 saison    | Liège      |
| 18 | Aywaille Football Club                     | 1979 | Aywaille    | ??            | 1945-1946 (1re) | 1 saison    | Liège      |

### Localisations Série D
| \| Liège: · R. FC Bressoux · Racing FC Montegnée · St-Nicolas FC · + · Ans FC · AS Herstalienne · Milmort FC Waremme St-Truidense Patria FC Liège Melen-M. CS Verviers SRU Verviers Hannut Aywaille Spa FC JS Athusienne J. Arlonaise Ciney \| Localisation des clubs engagés en Promotion D 1945-1946 |
| Liège: · R. FC Bressoux · Racing FC Montegnée · St-Nicolas FC · + · Ans FC · AS Herstalienne · Milmort FC Waremme St-Truidense Patria FC Liège Melen-M. CS Verviers SRU Verviers Hannut Aywaille Spa FC JS Athusienne J. Arlonaise Ciney                                                               |

## Classements
- Le nom des clubs est celui employé à l'époque

Légende
- Champion & Promu en Division 1 (D2)
- clubs relégué vers les séries inférieures

Abréviations
Rep: club repéché par rapport à la saison 1943-1944
 : club promu depuis les séries inférieures
- Départages: Si nécessaire, les départages des égalités de points se font d'abord en donnant priorité « au plus petit nombre de défaites ».

### Promotion A
| Rang | Équipe                      | Pts | J  | G  | N  | P  | Bp | Bc  | Diff |
| ---- | --------------------------- | --- | -- | -- | -- | -- | -- | --- | ---- |
| 1    | K. SC MEENEN Rep            | 51  | 34 | 23 | 5  | 6  | 91 | 34  | +57  |
| 2    | R. FC Roulers               | 43  | 34 | 19 | 5  | 10 | 56 | 44  | +12  |
| 3    | K. AV Dendermonde           | 42  | 34 | 18 | 6  | 10 | 86 | 62  | +24  |
| 4    | SK Roulers                  | 39  | 34 | 14 | 11 | 9  | 80 | 53  | +27  |
| 5    | R. RC de Gand               | 39  | 34 | 15 | 9  | 10 | 70 | 52  | +18  |
| 6    | Stade Mouscronnois Rep      | 38  | 34 | 15 | 8  | 11 | 86 | 56  | +30  |
| 7    | Stade Kortrijk              | 38  | 34 | 16 | 6  | 12 | 75 | 51  | +24  |
| 8    | FC Izegem                   | 38  | 34 | 16 | 6  | 12 | 79 | 60  | +19  |
| 9    | Excelsior AC St-Niklaas     | 37  | 34 | 15 | 7  | 12 | 56 | 54  | +2   |
| 10   | FC Klein Brabant Bornem Rep | 37  | 34 | 16 | 5  | 13 | 79 | 67  | +12  |
| 11   | RC Borgerhout               | 37  | 34 | 17 | 3  | 14 | 82 | 73  | +9   |
| 12   | Humbeek FC                  | 34  | 34 | 14 | 6  | 14 | 60 | 72  | -12  |
| 13   | SV Willebroekse             | 33  | 34 | 11 | 11 | 12 | 57 | 69  | -12  |
| 14   | SK Hoboken                  | 32  | 34 | 13 | 6  | 15 | 63 | 79  | -16  |
| 15   | OLSE Merksem SC             | 22  | 34 | 8  | 6  | 20 | 39 | 84  | -45  |
| 16   | K. VG Oostende              | 20  | 34 | 6  | 8  | 20 | 40 | 72  | -32  |
| 17   | R. Knokke FC                | 20  | 34 | 7  | 6  | 21 | 47 | 100 | -53  |
| 18   | AC Hemiksem                 | 12  | 34 | 5  | 2  | 27 | 32 | 96  | -64  |

### Promotion B
| Rang | Équipe              | Pts | J  | G  | N | P  | Bp  | Bc  | Diff |
| ---- | ------------------- | --- | -- | -- | - | -- | --- | --- | ---- |
| 1    | MOL SPORT           | 54  | 36 | 24 | 6 | 6  | 109 | 50  | +59  |
| 2    | Balensche SC        | 47  | 36 | 21 | 5 | 10 | 122 | 88  | +34  |
| 3    | Aarschot Sport      | 46  | 36 | 19 | 8 | 9  | 92  | 73  | +19  |
| 4    | FC Nijlen           | 46  | 36 | 20 | 6 | 10 | 98  | 70  | +28  |
| 5    | FC Wilrijk Rep      | 43  | 36 | 18 | 7 | 11 | 86  | 66  | +20  |
| 6    | VV Vigor Beringen   | 38  | 36 | 15 | 8 | 13 | 66  | 67  | -1   |
| 7    | FC Winterslag       | 38  | 36 | 16 | 6 | 14 | 79  | 66  | +13  |
| 8    | Bouchoutse VV       | 38  | 36 | 16 | 6 | 14 | 84  | 85  | -1   |
| 9    | Hasseltse VV        | 37  | 36 | 14 | 9 | 13 | 80  | 70  | +10  |
| 10   | Everbeur Sport      | 37  | 36 | 14 | 9 | 13 | 74  | 83  | -9   |
| 11   | Wezel Sport         | 37  | 36 | 15 | 7 | 14 | 76  | 80  | -4   |
| 12   | FC Bevel            | 33  | 36 | 13 | 7 | 16 | 75  | 66  | +9   |
| 13   | Hoger Op Diest      | 33  | 36 | 13 | 7 | 16 | 93  | 90  | +3   |
| 14   | VV OG Vorselaar Rep | 32  | 36 | 13 | 6 | 17 | 86  | 105 | -19  |
| 15   | Maaseiker FC        | 31  | 36 | 13 | 5 | 18 | 71  | 98  | -27  |
| 16   | Daring Club Leuven  | 28  | 36 | 12 | 4 | 20 | 60  | 74  | -14  |
| 17   | VV Edegem Sport     | 24  | 36 | 8  | 8 | 20 | 62  | 89  | -27  |
| 18   | FC Duffel           | 23  | 36 | 9  | 5 | 22 | 53  | 104 | -51  |
| 19   | VV Looi Sport       | 19  | 36 | 7  | 5 | 24 | 56  | 103 | -47  |

### Promotion C
| Rang | Équipe                        | Pts | J  | G  | N | P  | Bp  | Bc  | Diff |
| ---- | ----------------------------- | --- | -- | -- | - | -- | --- | --- | ---- |
| 1    | CAPPELLEN FC KM               | 61  | 34 | 29 | 3 | 2  | 112 | 32  | +80  |
| 2    | R. AA Louviéroise             | 52  | 34 | 23 | 6 | 5  | 95  | 33  | +62  |
| 3    | R. Ixelles SC                 | 43  | 34 | 19 | 5 | 10 | 106 | 58  | +48  |
| 4    | R. AEC Mons                   | 42  | 34 | 18 | 6 | 10 | 100 | 54  | +46  |
| 5    | R. Gosselies Sports           | 39  | 34 | 17 | 5 | 12 | 98  | 66  | +32  |
| 6    | CS Florennois Rep             | 38  | 34 | 18 | 2 | 14 | 89  | 74  | +15  |
| 7    | Union Jemappes                | 37  | 34 | 15 | 7 | 12 | 88  | 63  | +25  |
| 8    | R. Union Halloise             | 36  | 34 | 15 | 6 | 13 | 70  | 63  | +7   |
| 9    | SC Wasmes                     | 36  | 34 | 15 | 6 | 13 | 82  | 82  | 0    |
| 10   | R. Crossing FC Ganshoren      | 35  | 34 | 14 | 7 | 13 | 106 | 65  | +41  |
| 11   | Geraardsbergen SK             | 35  | 34 | 14 | 7 | 13 | 67  | 63  | +4   |
| 12   | Ass. Marchiennoise des Sports | 34  | 34 | 15 | 4 | 15 | 90  | 64  | +26  |
| 13   | R. US Tournaisienne           | 32  | 34 | 14 | 4 | 16 | 83  | 77  | +6   |
| 14   | R. US Laeken                  | 30  | 34 | 11 | 8 | 15 | 56  | 66  | -10  |
| 15   | FC Houdinois                  | 29  | 34 | 11 | 7 | 16 | 75  | 92  | -17  |
| 16   | SCUP Jette Rep                | 16  | 34 | 6  | 4 | 24 | 41  | 99  | -58  |
| 17   | Enghien Sports                | 12  | 34 | 5  | 2 | 27 | 34  | 147 | -113 |
| 18   | US Fossoise                   | 5   | 34 | 2  | 1 | 31 | 33  | 222 | -189 |

### Promotion D
| Rang | Équipe                 | Pts | J  | G  | N  | P  | Bp  | Bc  | Diff |
| ---- | ---------------------- | --- | -- | -- | -- | -- | --- | --- | ---- |
| 1    | STADE WAREMMIEN FC     | 60  | 34 | 29 | 2  | 3  | 152 | 49  | +103 |
| 2    | St-Truidense VV        | 58  | 34 | 28 | 2  | 4  | 164 | 52  | +112 |
| 3    | R. CS Verviétois       | 57  | 34 | 26 | 5  | 3  | 138 | 43  | +95  |
| 4    | R. FC Bressoux         | 46  | 34 | 21 | 4  | 9  | 139 | 55  | +84  |
| 5    | Ans FC                 | 44  | 34 | 18 | 8  | 8  | 99  | 77  | +22  |
| 6    | Racing FC Montegnée    | 44  | 34 | 20 | 4  | 10 | 150 | 74  | +76  |
| 7    | Patria FC Tongres      | 38  | 34 | 17 | 4  | 13 | 94  | 92  | +2   |
| 8    | Jeunesse Arlonaise Rep | 37  | 34 | 16 | 5  | 13 | 79  | 78  | +1   |
| 9    | AS Herstalienne        | 36  | 34 | 16 | 4  | 14 | 84  | 53  | +31  |
| 10   | FC Hannutois           | 32  | 34 | 14 | 4  | 16 | 72  | 75  | -3   |
| 11   | Milmort FC Rep         | 31  | 34 | 14 | 3  | 17 | 88  | 90  | -2   |
| 12   | JS FC Athusienne       | 27  | 34 | 13 | 1  | 20 | 88  | 119 | -31  |
| 13   | Saint-Nicolas FC Rep   | 27  | 34 | 8  | 11 | 19 | 65  | 124 | -59  |
| 14   | FC Mélen-Micheroux     | 24  | 34 | 10 | 4  | 20 | 68  | 99  | -31  |
| 15   | SRU Verviers Rep       | 18  | 34 | 7  | 4  | 23 | 63  | 135 | -72  |
| 16   | R. Spa FC              | 16  | 34 | 6  | 4  | 24 | 57  | 40  | +17  |
| 17   | Aywaille FC            | 15  | 34 | 5  | 5  | 24 | 53  | 153 | -100 |
| 18   | UW Ciney               | 5   | 34 | 2  | 1  | 31 | 52  | 213 | -161 |

## Résumé de la saison
- Champion A: K. SC Meenen (1er titre en D3)
- Champion B: Mol Sport (1er titre en D3)
- Champion C: Cappellen FC KM (2e titre en D3)
- Champion D: Stade Waremmien FC (2e titre en D3)
- Douzième et Treizième titres de "D3" pour la Province d'Anvers.
- Huitième titre de "D3" pour la Province de Flandre occidentale.
- Dixième titre de "D3" pour la Province de Liège.

| Région flamande (36)            | Région flamande (36) | Province de Brabant (10)     | Province de Brabant (10) | Région wallonne (27)   | Région wallonne (27) |
| ------------------------------- | -------------------- | ---------------------------- | ------------------------ | ---------------------- | -------------------- |
| Province d'Anvers               | 17                   | Région de Bruxelles-Capitale | 4                        | Province de Hainaut    | 9                    |
| Province de Flandre-Occidentale | 8                    | Province du Brabant flamand  | 6                        | Province de Liège      | 13                   |
| Province de Flandre-Orientale   | 4                    | Province du Brabant wallon   | 0                        | Province de Luxembourg | 2                    |
| Province de Limbourg            | 7                    |                              |                          | Province de Namur      | 3                    |

1. ↑  Au niveau footballistique, la province de Brabant est toujours unitaire malgré sa partition territoriale en 1995.

## Débuts en séries nationales (et donc en Division 3)
6 clubs font leurs débuts en séries nationales :
- Mol Sport (42e club de la Province d'Anvers) - 32e Anversois en D3 ;
- Aarschot Sport (35e club de la Province de Brabant) - 25e Brabançon en D3 ;
- FC Izegem (17e club de la Province de Flandre occidentale) - 13e Flandrien occidental en D3 ;
- FC Houdinois (22e club de la Province de Hainaut) - 22e Hennuyer en D3 ;
- FC Mélen-Micheroux et Aywaille FC (28e et 29e club de la Province de Liège) - 26e et 27e Liégeois en D3.

## Montée vers le…/ Relégation du2eniveau
Les quatre champions (K. SC Meenen, Mol Sport, R. Cappellen FC et le Stade Waremmien FC) montent en Division 1 (D2), d'où sont reléguées cinq équipes: le CS Andennais, l'US du Centre, Belgica FC Edegem, le Stade Nivellois et Waterschei SV THOR.

## Relégations vers les séries inférieures
Seize clubs sont relégués vers les séries inférieures.
| Clubs                                                       |   | Provinces                       |
| ----------------------------------------------------------- | - | ------------------------------- |
| FC Duffel, VV Edegem Sport, AC Hemiksem, K. OLSE Merksem SC | ⇒ | Province d'Anvers               |
| SCUP Jette, Daring Club Leuven                              | ⇒ | Province de Brabant             |
|                                                             | ⇒ | Province de Flandre-Occidentale |
|                                                             | ⇒ | Province de Flandre-Orientale   |
| Enghien Sports, FC Houdinois                                | ⇒ | Province de Hainaut             |
| Aywaille FC, FC Mélen-Micheroux, Spa FC, SRU Verviers       | ⇒ | Province de Liège               |
| Looi Sport, Maaseiker FC                                    | ⇒ | Province de Limbourg            |
|                                                             | ⇒ | Province de Luxembourg          |
| UW Ciney, US Fossoise                                       | ⇒ | Province de Namur               |

## Montées depuis les séries inférieures
Douze clubs sont admis en « Promotion » depuis les séries inférieures en vue de la saison suivante :
| Provinces                       | Montant                   |
| ------------------------------- | ------------------------- |
| Province d'Anvers               | Rupel SK, Nielse SK       |
| Province de Brabant             | FC Saventhem, CS Brainois |
| Province de Flandre-Occidentale | FC SV Wevelgem            |
| Province de Flandre-Orientale   | SV Oudenaarde             |
| Province de Hainaut             | SC Boussu-Bois            |
| Province de Liège               | CS Verlaine, RC Vottem    |
| Province de Limbourg            | Hoeselt VV                |
| Province de Luxembourg          | CS Saint-Louis Athus      |
| Province de Namur               | UBS Auvelais              |

## Changement d'appellation / Fusion officieuse
Entre la fin du championnat 1943-1944 et le début de la compétition suivante à la fin de l'été 1945, le Sporting Club Louvain (matricule 223) fusionne de manière « non officielle » avec le Victoria FC (matricule 206). Le club formé prend le nom de Daring Club Louvain et garde le matricule 223. Selon les règlements en vigueur à cette époque, si la fusion évoquée avait été officielle, un nouveau matricule aurait été généré.

## Changement d'appellation / Fusion officielle
En 1946, le FC Waereghem Sportief (matricule 552) fusionne officiellement avec le Red Star Waereghem(matricule 1153). Le club formé prend le nom de SV Waregem et, selon les règlements de l'époque, reçoit un nouveau matricule: le matricule 4451.